# Empoasca filamenta
Empoasca filamenta är en insektsart som beskrevs av Delong 1931. Empoasca filamenta ingår i släktet Empoasca och familjen dvärgstritar. Utöver nominatformen finns också underarten E. f. abbreviata.